# Turdoides fulva

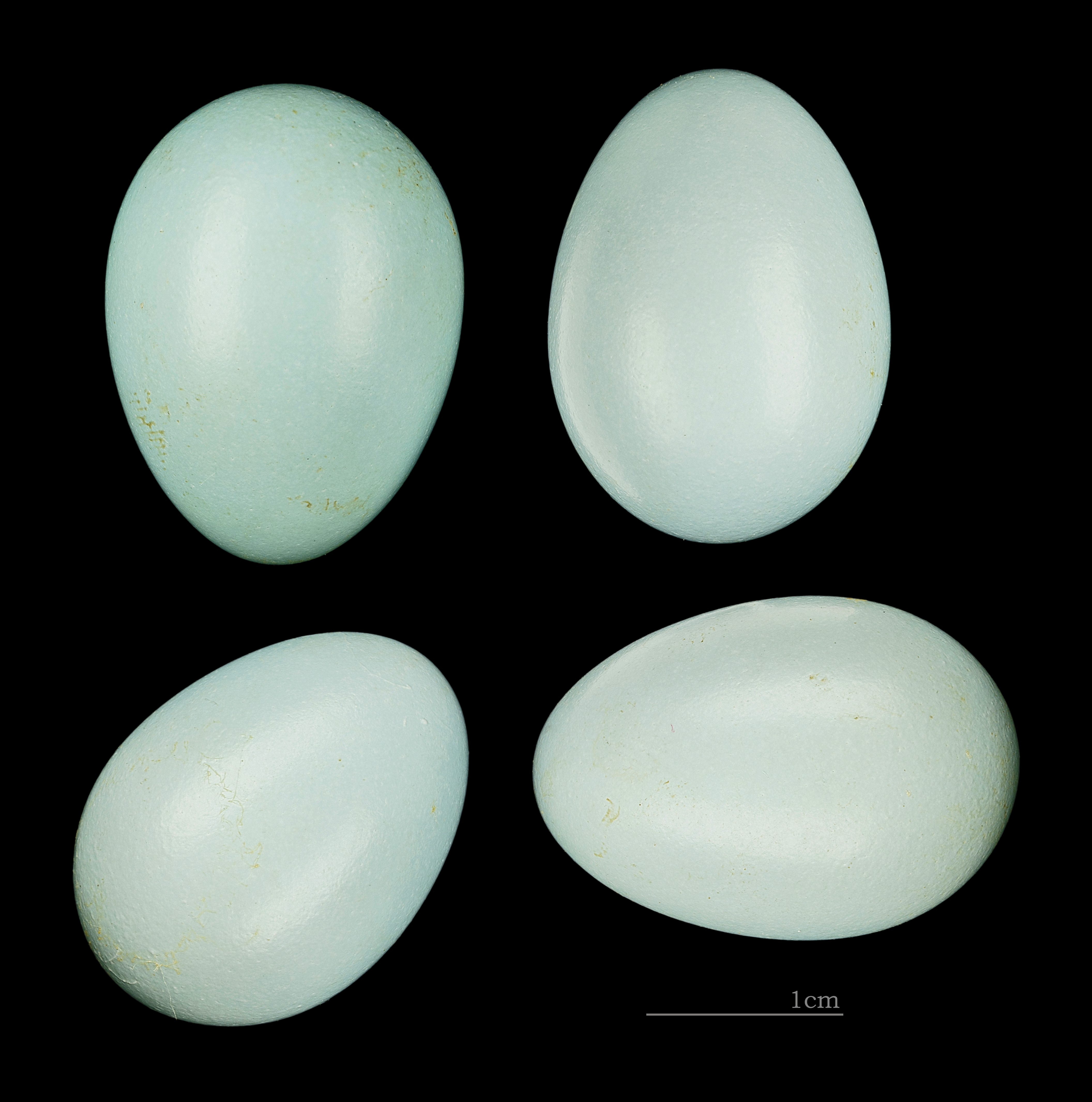
Turdoides fulva fulva

Turdoides fulva là một loài chim trong họ Leiothrichidae.